# Епоха (астрономия)
Епоха в астрономията се нарича момент от време, който се използва за отчитане на небесните координати или орбиталните елементи на дадено небесно тяло. В случай че биват измервани небесните координати, положението в другите моменти от време може да се изчисли като се вземат предвид прецесията и собственото движение (ъгловото отместване на звездите на небесната сфера). В случай че биват измервани орбиталните елементи, за да се изчисли положението в друг момент, е необходимо да бъде взета под внимание пертурбацията т.е. влиянието на други тела в системата, която би довела до промяна на стойностите на орбиталните елементи.
Текущата епоха е J2000.0, която съответства на 2000 г. 12:00 з.време. Префиксът J означава юлианска епоха. Предишната използвана епоха е B1950.0, като префиксът B означава беселианска епоха.
Беселианските епохи са използвани преди 1984 г., когато са въведени юлианските епохи.
- Каталогът на Хенри Дрейпър използва B1900.0
- Границите на съзвездията са установени през 1930 по прави линии на ректасцензия и деклинация за епохата B1875.0.

Епохите на орбиталните елементи обикновено се задават в земно време, чрез използване на няколко стила:
- Грегорианска дата: 2000 1 януари, 12:00 земно време
- Грегорианска дата с дробна част от деня: 2000 1 януари, 5 земно време
- Юлиански ден с дробна част от деня: юлиански ден 2451545,0
- Стил на НАСА: 00001.50000000